# Sainte-Colombe-la-Commanderie
Sainte-Colombe-la-Commanderie település Franciaországban, Eure megyében. Lakosainak száma 854 fő (2022. január 1.). Sainte-Colombe-la-Commanderie Le Tremblay-Omonville, Crosville-la-Vieille, Saint-Aubin-d’Écrosville, Graveron-Sémerville, Le Tilleul-Lambert és Combon községekkel határos.

## Népesség
A település népessége az elmúlt években az alábbi módon változott:
| Lakosok száma | 345  | 498  | 546  | 639  | 789  | 821  | 848  | 868  | 879  | 854  |
|               | 1968 | 1982 | 1990 | 2006 | 2013 | 2015 | 2017 | 2019 | 2020 | 2022 |